# Wola Duchacka Wschód
Wola Duchacka Wschód – osiedle na południu Krakowa wchodzące w skład Dzielnicy XI Podgórze Duchackie, niestanowiące jednostki pomocniczej niższego rzędu w ramach dzielnicy.
Granicę wschodnią i południową osiedla stanowi ulica Nowosądecka, na zachodzie jest to ulica Walerego Sławka (tam osiedle graniczy z Wolą Duchacką Zachód). Północną granicę stanowią ulica Wielicka i ulica Kamieńskiego. Często Wolę Duchacką Wschód i Wolę Duchacką Zachód określa się po prostu jako Wola Duchacka.

## Historia
Wola Duchacka to dawna wieś leżąca na pograniczu Krzemionek Podgórskich i Pogórza Wielickiego. Pierwsza wzmianka pochodzi z 1364 roku. W tym czasie właściciel J. Melsztyński przeniósł wieś na prawo niemieckie. Zapewne wówczas wytyczono ulicowy układ zabudowy (wzdłuż ob. ul. Malborskiej) oraz łanowy, południkowy rozłóg pól. Od końca XIV wieku do rozbiorów Polski wieś stanowiła własność klasztoru Św. Ducha w Krakowie. Od początku XIX wieku wieś należała do prywatnych właścicieli, w tym czasie założono zespół dworski przy obecnej ulicy Malborskiej (zachowana część zabudowy gospodarczej, budynek mieszkalny i pozostałości parku krajobrazowego). W drugiej połowie XIX wieku Wola Duchacka liczyła ok. 400 mieszkańców i 60 domów.
W 1928 na wschodnim skraju Woli Duchackiej zlokalizowano część Krakowskiej Fabryki Kabli. W latach 30. poprzedniego stulecia w centrum wsi wzniesiono budynek szkoły. W 1942 roku na granicy z Podgórzem Niemcy założyli obóz pracy przymusowej, przekształcony w 1944 w obóz koncentracyjny w Płaszowie. W 1948 erygowano parafię Zmartwychwstania Pańskiego, a w latach 1975–1988 wzniesiono kościół według projektu A. Mazura, poświęcony w 1976 przez kardynała Karola Wojtyłę W latach 50. wytyczono obecną ulicę Kamieńskiego.
W 1961 u zbiegu ulic Kamieńskiego i Swoszowickiej powstał rezerwat przyrody nieożywionej Bonarka. W latach 70. i 80. w południowej części wsi wzniesiono osiedle Wola Duchacka.
Od 1991 Wola Duchacka Wschód należy do XI dzielnicy samorządowej Podgórze Duchackie.

## Pochodzenie nazwy
Nazwa „Wola Duchacka” pochodzi od apelatywu wola, co oznacza „wieś zwolniona okresowo z płacenia danin”. Drugi człon nazwy wywodzi się z apelatywu duchaki, czyli „członkowie Zakonu Św. Ducha”. Najstarsze zapisy pochodzą z 1364 (wtedy wieś nazywano „Wolia”) i z 1464 (wówczas pojawiła się po raz pierwszy obecna nazwa „Wola”).

## Ważne miejsca
- Gimnazjum nr 27 przy ulicy Malborskiej
- Szkoła Podstawowa przy ulicy Malborskiej 98 kierowana przez Stowarzyszenie Rodziców (szkoła publiczna, niesamorządowa)
- Zespół Szkół Ogólnokształcących Integracyjnych nr 7 przy ulicy Czarnogórskiej 14; (Gimnazjum Integracyjne nr 75 i Szkoła Podstawowa z oddziałami integracyjnymi nr 90)
- kościół i parafia księży Zmartwychwstańców przy ulicy Szkolnej
- Sala Królestwa Świadków Jehowy przy ulicy Nadzieja 27 (zbory: Kraków–Wola Duchacka, Kraków–Kozłówek, Kraków–Prokocim[1])

## Galeria

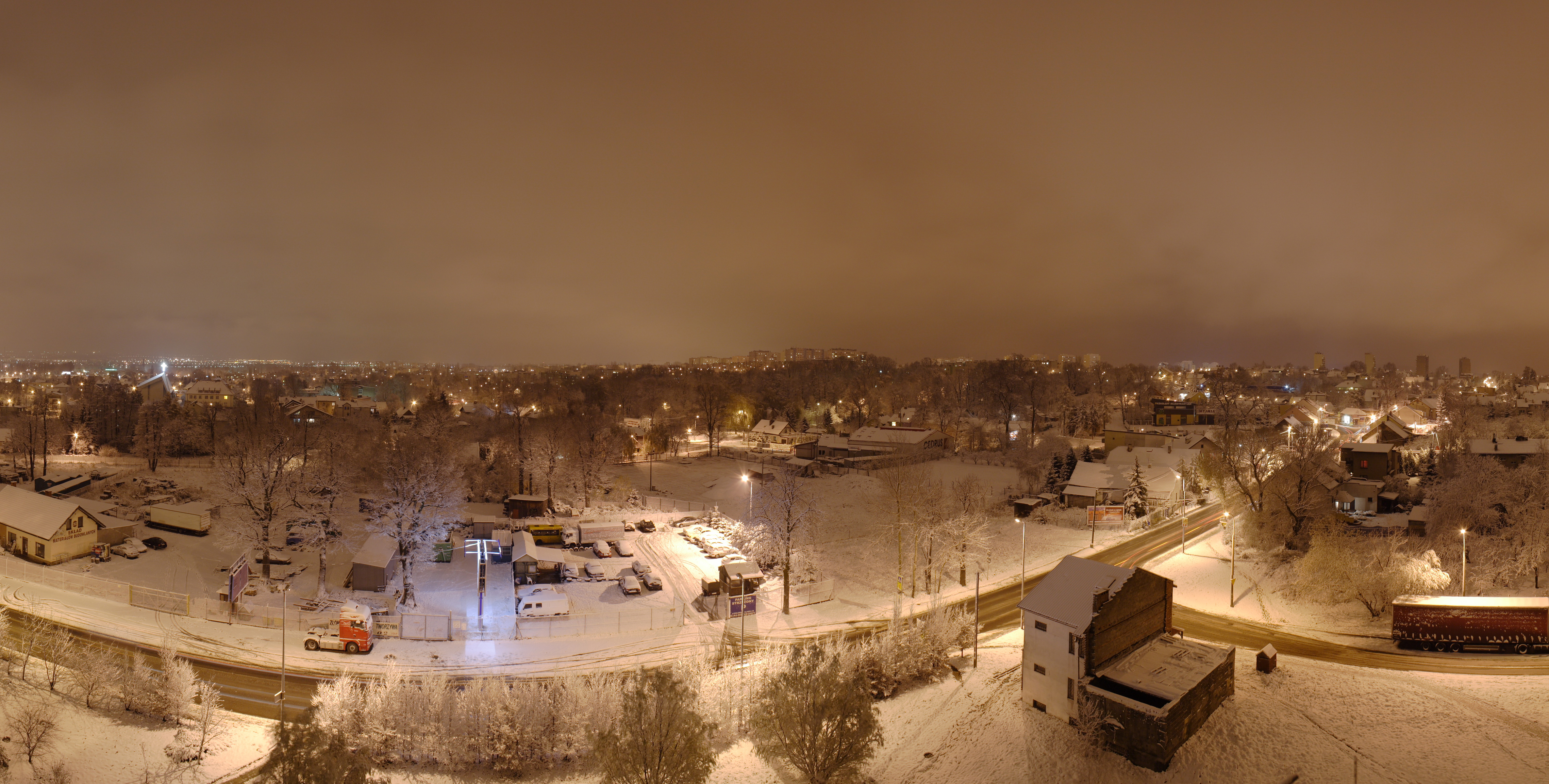
Widok na ul. Walerego Sławka wraz z osiedlem Wola Duchacka Wschód (2007)
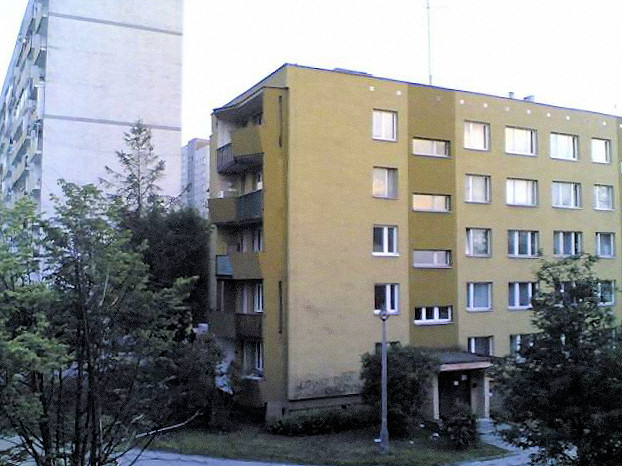
Bloki mieszkalne na osiedlu (2006)
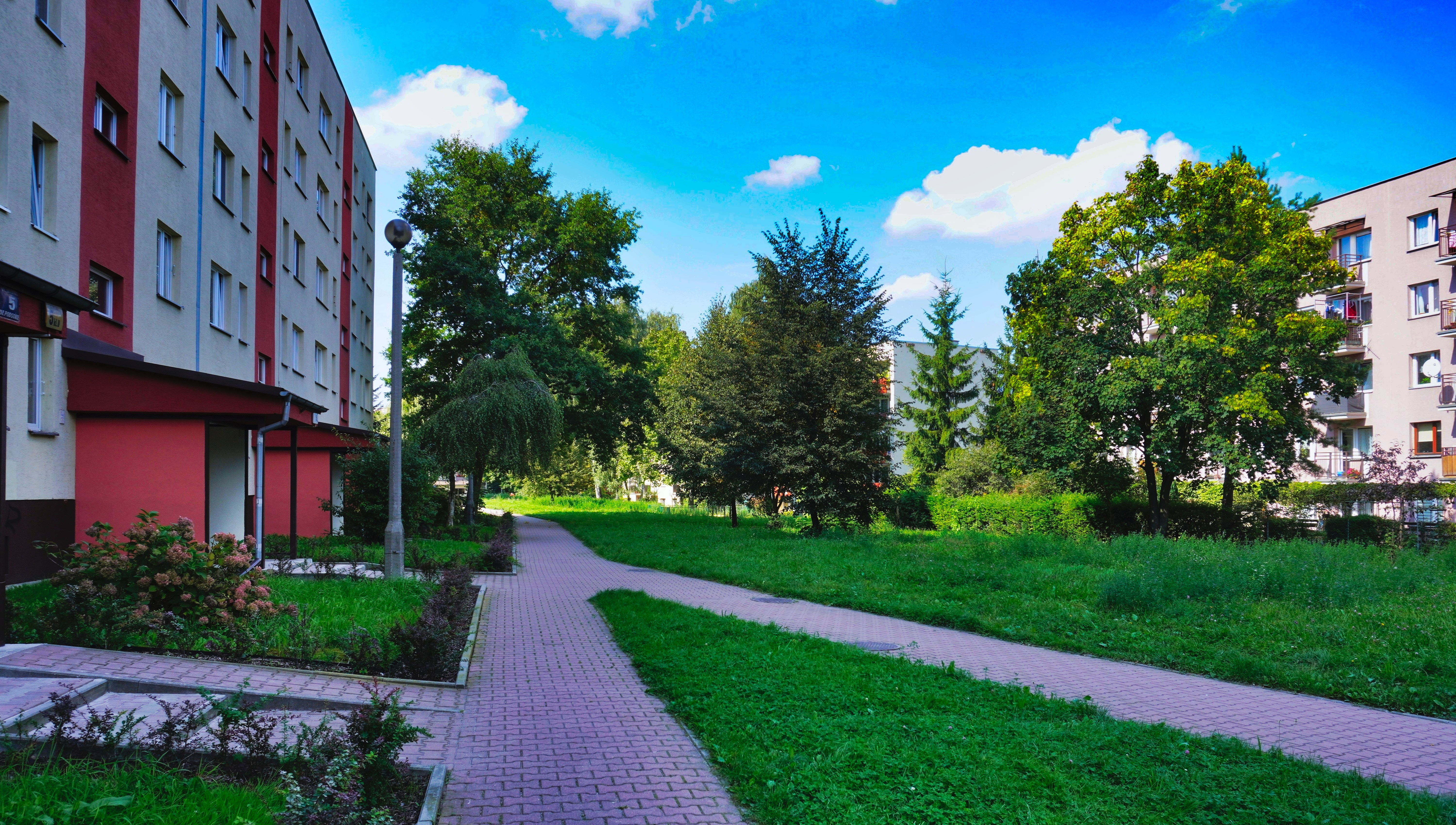
Wnętrze osiedla, bloki czteropiętrowe przy ul. Włoskiej 3 i 5
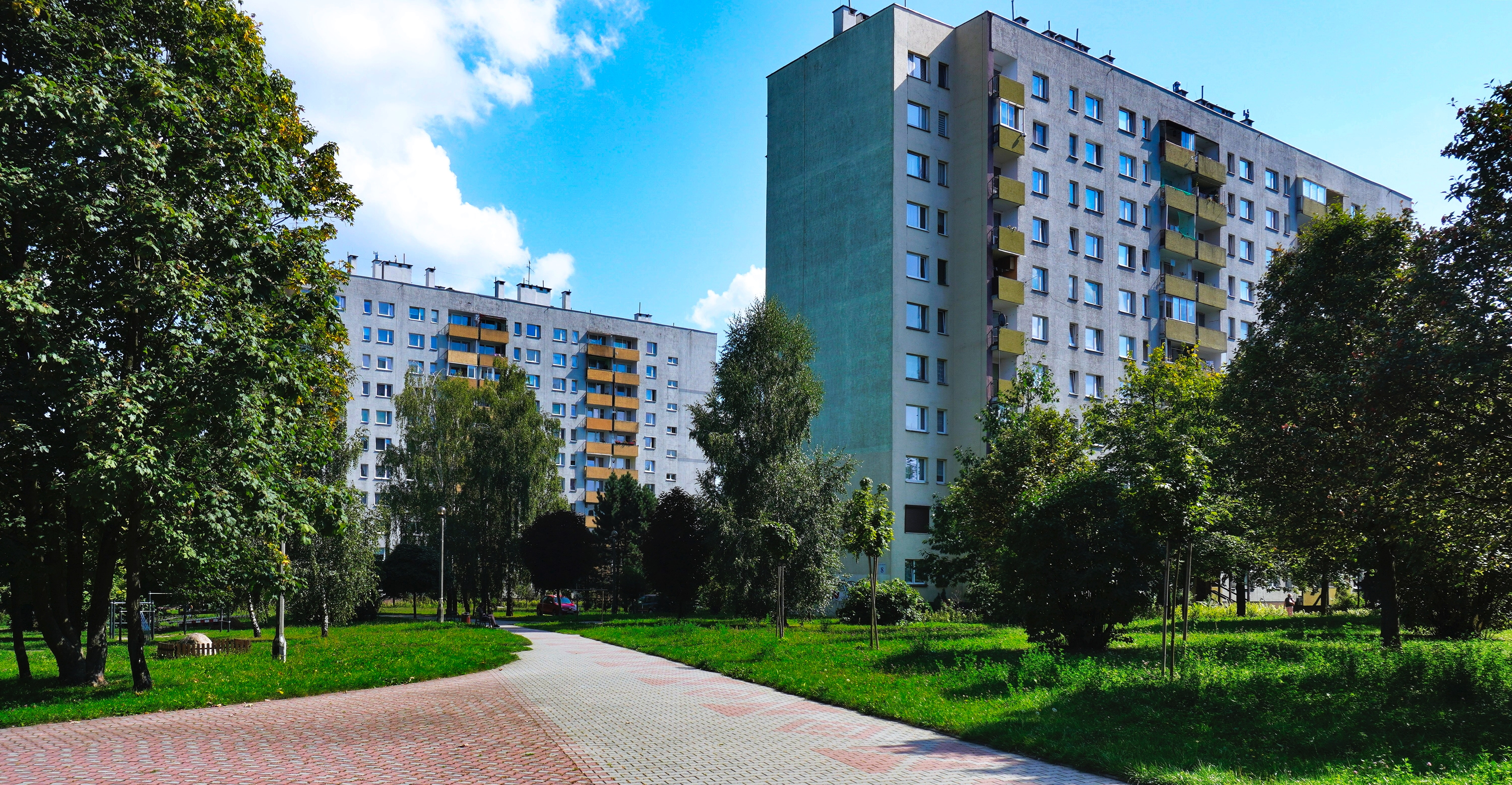
Wnętrze osiedla, dziesięciopiętrowe budynki mieszkalne przy ul. Białoruskiej 6 i 8
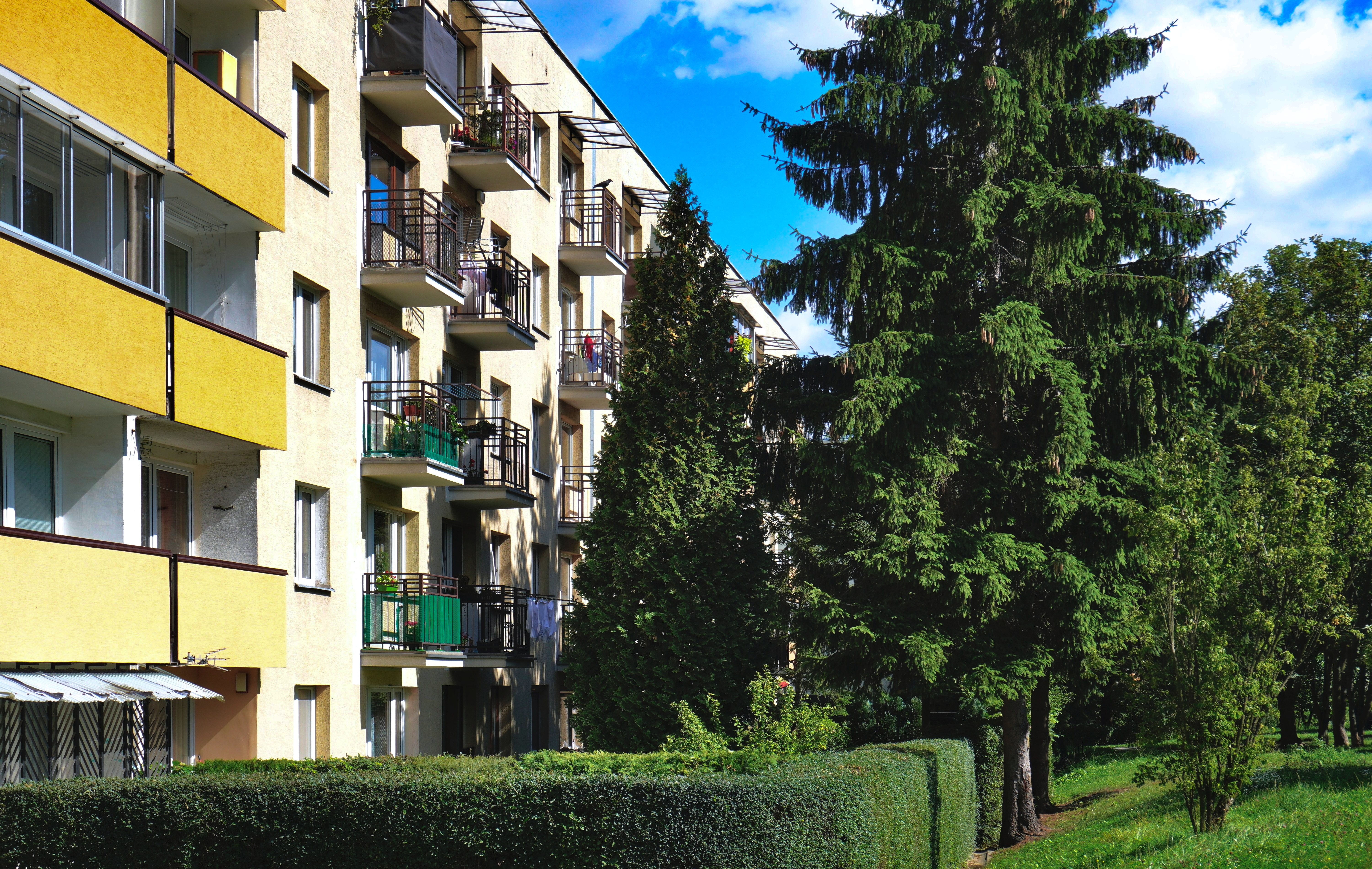
Wnętrze osiedla, blok przy ul. Włoskiej 9
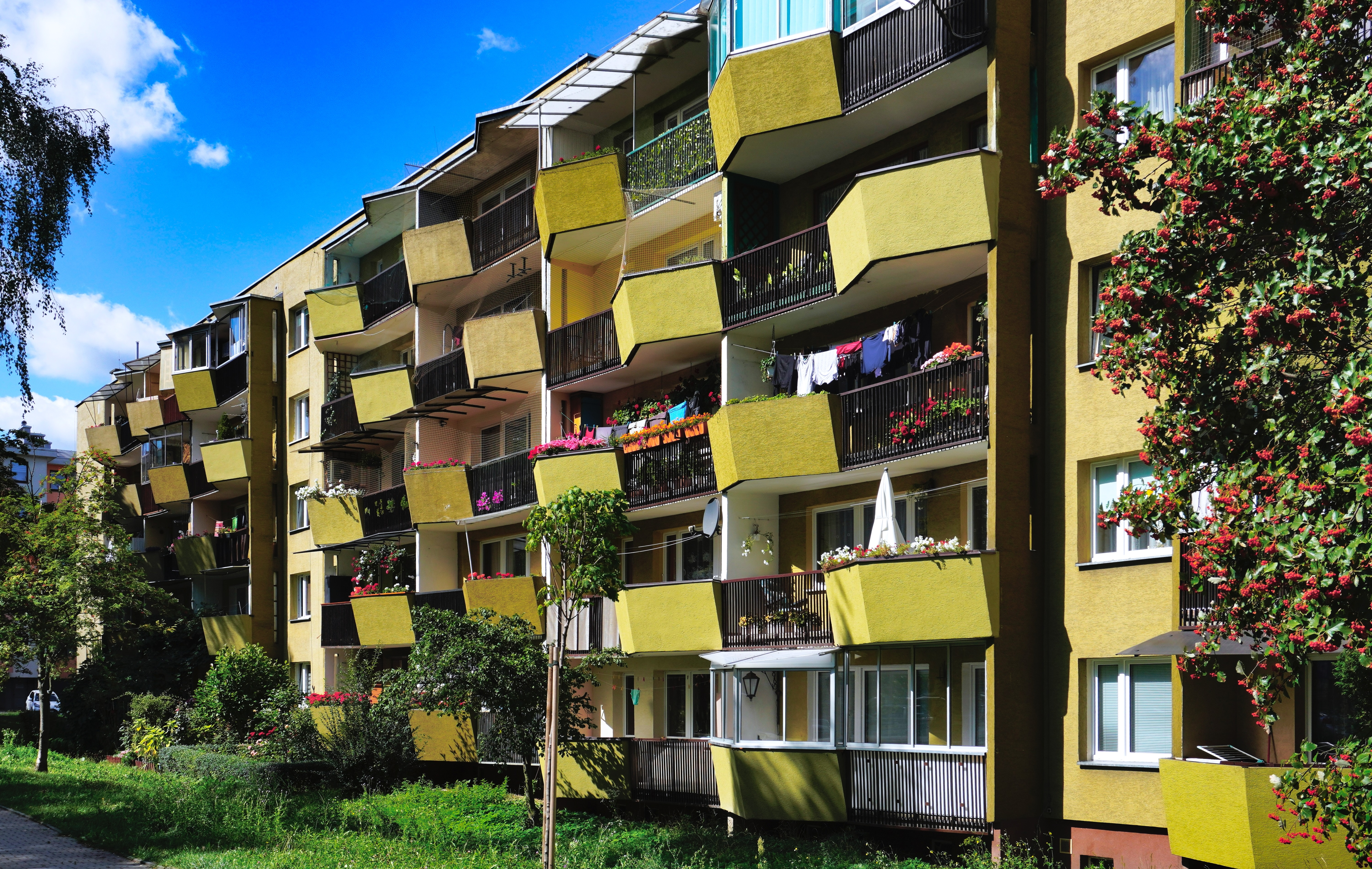
Wnętrze osiedla, blok przy ul. Włoskiej 15
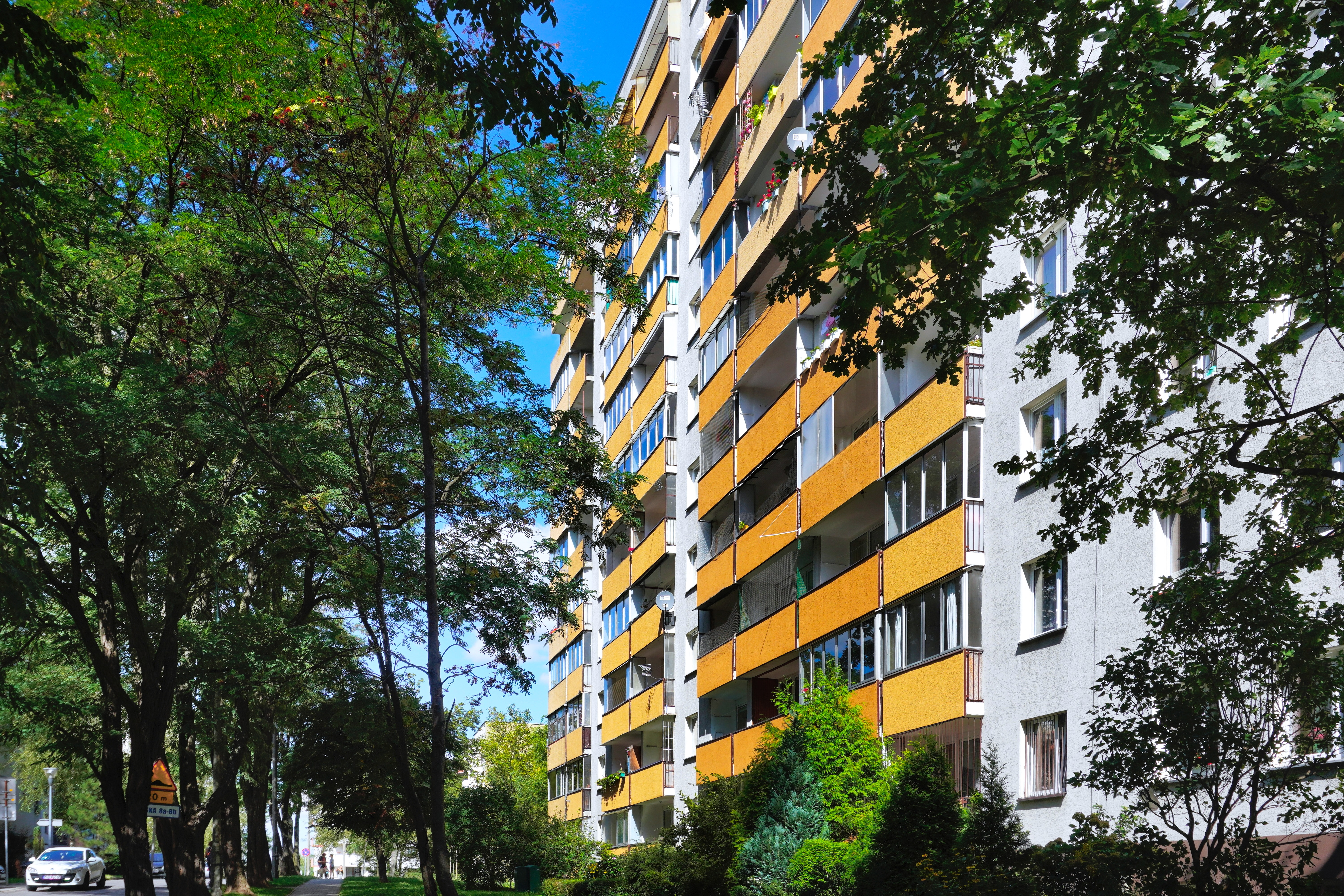
Wnętrze osiedla, blok przy ul. Włoskiej 19
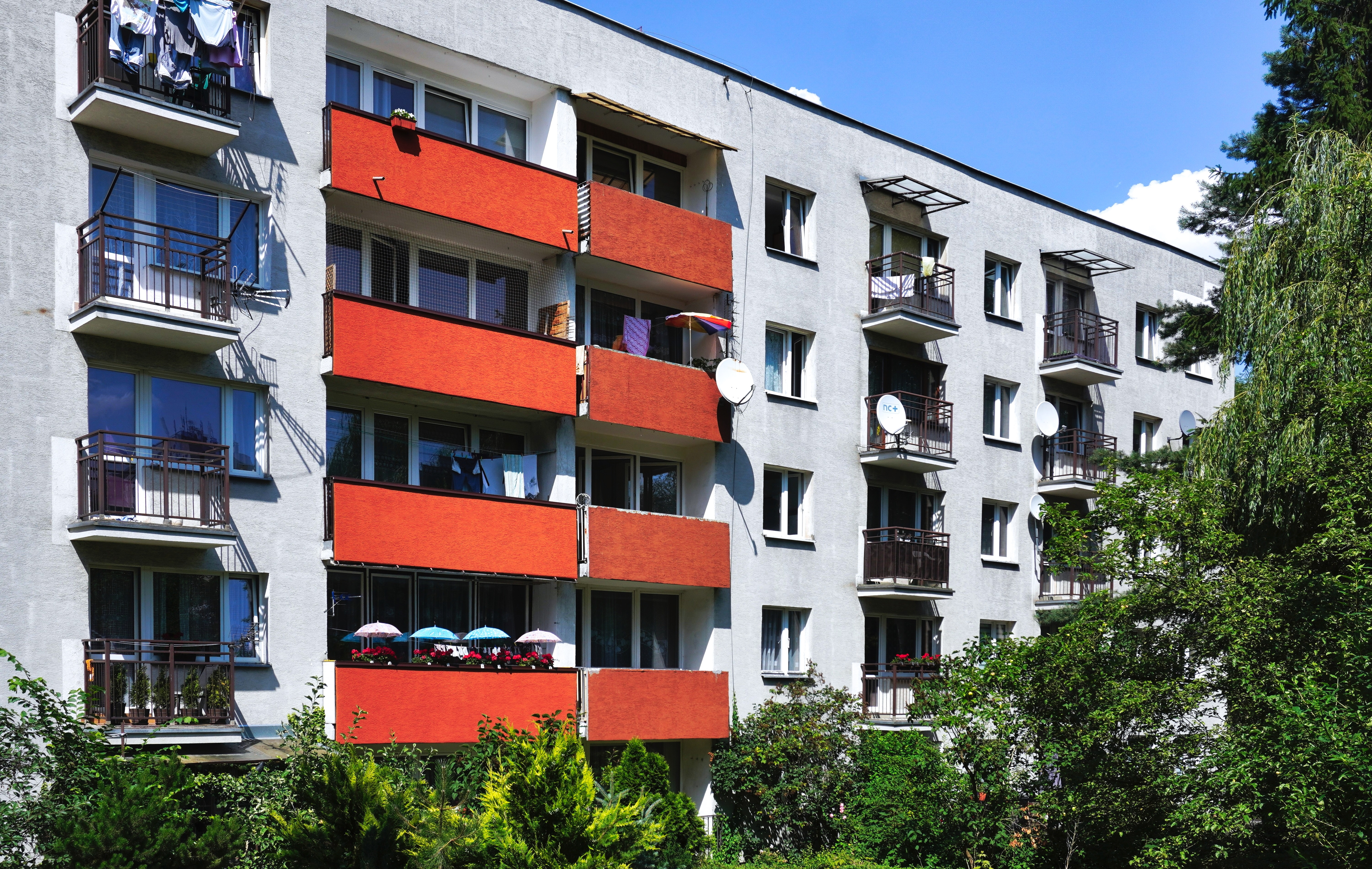
Wnętrze osiedla, blok przy ul. Czarnogórskiej 9
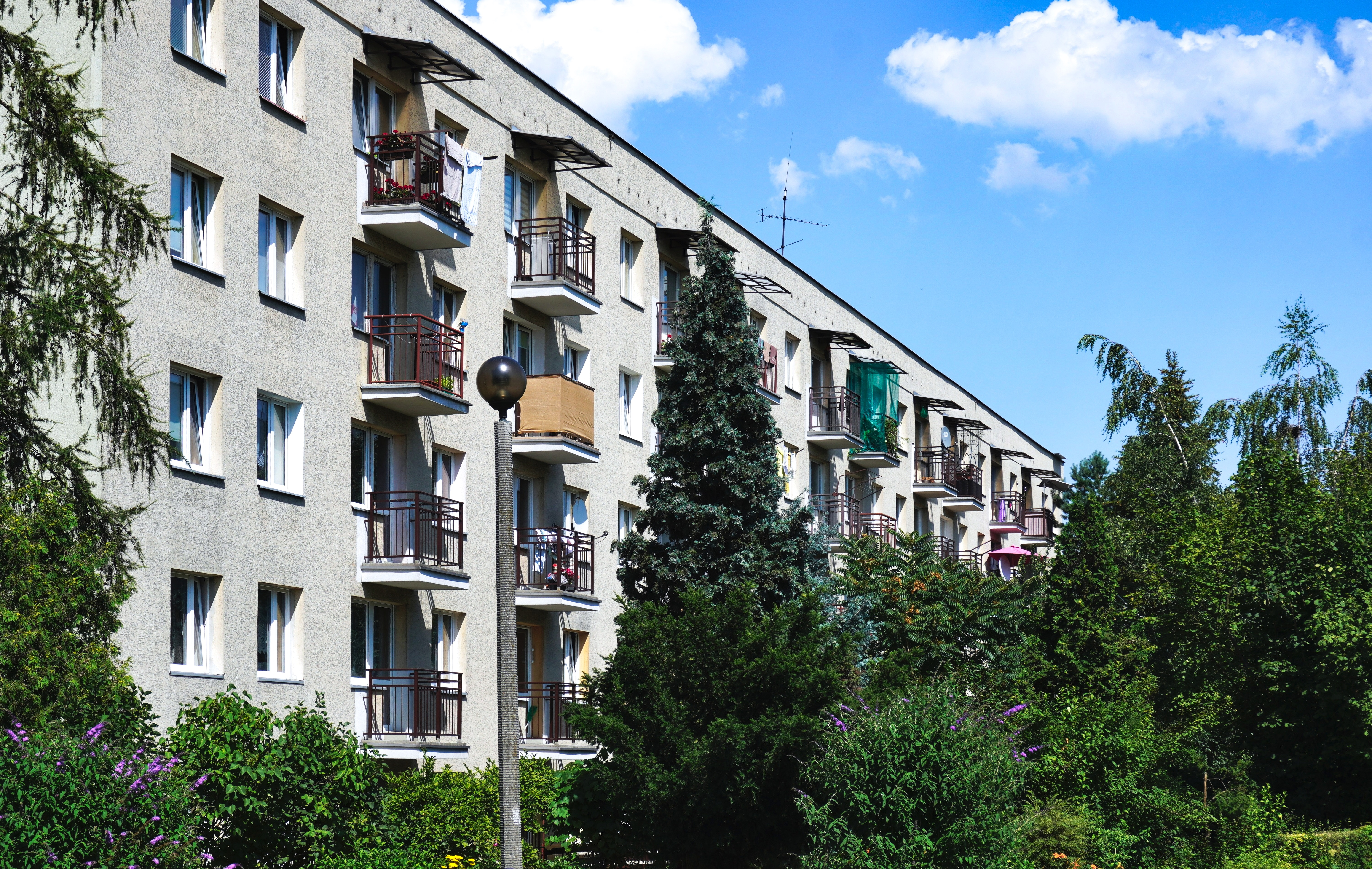
Wnętrze osiedla, blok przy ul. Serbskiej 3